# Maurice Lafont
Maurice Lafont (Villeneuve-Saint-Georges, Francia, 13 de septiembre de 1927-Nimes, Francia, 8 de abril de 2005) fue un jugador y entrenador de fútbol francés. En su etapa como jugador profesional se desempeñaba como defensa.
Tras retirarse como entrenador, abrió una cafetería, y atendió un bar en la playa de Le Grau-du-Roi durante los meses de verano.

## Selección nacional
Fue internacional con la selección de fútbol de Francia en 4 ocasiones. Formó parte de la selección que obtuvo el tercer lugar en la Copa del Mundo de 1958.

### Participaciones en Copas del Mundo
| Mundial                        | Sede   | Resultado    | Partidos | Goles |
| ------------------------------ | ------ | ------------ | -------- | ----- |
| Copa Mundial de Fútbol de 1958 | Suecia | Tercer lugar | 1        | 0     |

## Clubes

### Como jugador
| Club                | País    | Año       |
| ------------------- | ------- | --------- |
| Nîmes Olympique     | Francia | 1950-1951 |
| Grenoble Foot 38    | Francia | 1951-1952 |
| Nîmes Olympique     | Francia | 1952-1959 |
| Sporting Toulon Var | Francia | 1959-1961 |
| Montpellier HSC     | Francia | 1961-1962 |

### Como entrenador
| Club           | País    | Año       |
| -------------- | ------- | --------- |
| LB Châteauroux | Francia | 1962-1963 |
| RC Vichy       | Francia | 1965-1967 |
| AS Cherbourg   | Francia | 1967-1968 |

## Palmarés

### Campeonatos nacionales
| Título             | Club            | País    | Año  |
| ------------------ | --------------- | ------- | ---- |
| Division 2         | Nîmes Olympique | Francia | 1950 |
| Copa Charles Drago | Nîmes Olympique | Francia | 1956 |

### Distinciones individuales
| Distinción                    | Año  |
| ----------------------------- | ---- |
| Futbolista del año en Francia | 1958 |